# 加堂秀三
加堂秀三 （日语：／，1940年4月11日—2001年2月2日），日本小说家，出生于大阪府。高中时中途退学，并先后从事研磨工、印刷工、贸易公司职员、广告撰稿人等职业，同时创作、发表诗歌。1970年，以《町底》获第14届小说现代新人奖；1979年，以《涸泷》获第1届吉川英治文学新人奖；1982年，以《舞台女演员》入围第87届直木三十五奖。此后继续积极创作，作品主要以恋爱为主题，另有《青铜物语》等作品。
2001年2月1日，因身体长年不佳，于埼玉县家中上吊自杀身亡。留有3封遗书，分别写给妻子、医生等人，其中一封的主旨是“精神上的痛苦增强，无法再写小说”。

## 作品列表
- 『貴船山心中』講談社，1972年
- 『緋の禊』祥傳社，1973年
- 『花を焼く部屋』平安書店，1974年
- 『大津恋坂物語』光風社書店，1974年
- 『能登路悲恋』講談社，1975年，後收入文庫本
- 『花づくし』角川書店，1975年3月
- 『青銅物語』角川書店，1975年5月，後收入祥傳社 Non Pochette 系列
- 『愛河』光風社書店，1975年
- 『夕顔物語』德間書店，1975年
- 『黒髪』光風社書店，1975年
- 『丹波おんな布』桃園書房，1975年
- 『嵯峨野の宿』德間書店，1976年，後收入文庫本
- 『恋塚』角川書店，1976年1月
- 『春雨物語』潮出版社，1976年，後收入德間文庫
- 『北山しぐれ』角川書店，1976年10月
- 『哀しみの花』光風社書店，1976年
- 『愛の空　恋の森』集英社，1977年4月，後收入德間文庫
- 『女帯抄』角川書店，1977年5月
- 『浄瑠璃寺の雨』講談社，1977年6月
- 『篝火』實業之日本社（原創長篇戀愛小說），1977年10月
- 『青春レクイエム』光風社出版，1978年3月
- 『恋のあとの恋』集英社，1978年8月
- 『銀閣寺道』青樹社，1978年12月
- 『涸滝』文藝春秋，1979年9月，後收入德間文庫
- 『ランプの宿』桃源社，1980年11月
- 『耽溺』Green Arrow出版社，1980年5月
- 『寝顔』雙葉社，1980年8月
- 『花筏』講談社，1981年11月
- 『舞台女優』講談社，1982年4月
- 『誘惑』雙葉出版社（Futaba Romance 系列），1983年2月
- 『愛撫』雙葉出版社（Futaba Romance 系列），1983年7月
- 『結婚まで』講談社，1983年9月
- 『顕子』光文社文庫，1984年10月（長篇戀愛小說）
- 『美しい闘魚』講談社，1984年11月
- 『色身』產經新聞出版（Sankei Novels 系列），1985年5月
- 『マスター 十六の短編集』實業之日本社，1985年5月
- 『泥船』實業之日本社，1987年3月
- 『油絵の女』光風社 Novels，1988年4月（抒情情色傑作）
- 『鳥辺山』文藝春秋，1989年7月
- 『江ノ島海岸』Million出版，1994年6月
- 『清水、産寧坂』實業之日本社，1994年8月
- 『たらちねの母』思潮社，1994年10月（原創短篇小說集）
- 『女旅役者　君島信子一座』實業之日本社，1996年3月
- 『お小姓菊次捕物帳』德間文庫，2000年9月

- 『平打の簪―お小姓菊次捕物帳』德間文庫，2001年7月